# Leopold Bobič
Leopold Bobič, pravnik in javni delavec, * 2. maj 1884, Gorica, † 22. november 1959, Gorica. 
Rodil se je v kmečko-delavski družini očetu Antonu in materi Ivanki (rojena Pavletič). Po končanem študiju prava na Univerzi v Gradcu je bil v Gorici odvetniški pripravnik v pisarni Henrika Tume. Po 1. svetovni vojni je delal v tajništvu avtonomne goriške uprave, od koder pa so ga italijanski nacionalisti odstranili. Kasneje je bil večkrat aretiran in leta 1941, ko je Italija napadla Kraljevino Jugoslavijo konfiniran. Po italijanski kapitulaciji se je vrnil v Gorico in sodeloval z Osvobodilno Fronto. Po osvoboditvi je na ozemlju, ki je ostalo pod Italijo, deloval na uveljavljanju slovenstva.